# Karin Salanova
Karin Salanova (29 de enero de 1975) es una política venezolana, diputada de la Asamblea Nacional por el circuito 3 del estado Aragua y el partido Primero Justicia.

## Carrera
Karin egresó como abogada de la Universidad Santa María en Caracas. Antes de ser diputada, Karin se desempeñó secretaría estadal del partido Primero Justicia y como presidenta del concejo municipal de José Félix Ribas para el período 2015-2016. Fue electa como diputada de la Asamblea Nacional por el circuito 3 del estado Aragua en las elecciones parlamentarias de 2015 en representación de la Mesa de la Unidad Democrática (MUD), por el partido Primero Justicia. Fue conocida como “la 112” por estar entre las últimas diputadas en ser proclamadas. Desde 2016 integró la Comisión Permanente de Familia y para el periodo 2018-2019 Karin ejerció como su vicepresidente.